# Beania proboscidea
Beania proboscidea är en mossdjursart som beskrevs av Gordon 1986. Beania proboscidea ingår i släktet Beania och familjen Beaniidae. Inga underarter finns listade i Catalogue of Life.